# Nowospasskoje (Uljanowsk)
Nowospasskoje (russisch Новоспа́сское) ist eine Siedlung städtischen Typs in der Oblast Uljanowsk (Russland) mit 11.075 Einwohnern (Stand 14. Oktober 2010).

## Geographie
Die Siedlung liegt knapp 140 km Luftlinie südsüdwestlich des Oblastverwaltungszentrums Uljanowsk am linken Ufer der Sysranka, eines rechten Nebenflusses der Wolga.
Nowospasskoje ist Verwaltungszentrum des nach ihm benannten Rajons Nowospasski. Die Siedlung ist auch Verwaltungssitz einer gleichnamigen Stadtgemeinde Nowospasskoje gorodskoje posselenije, zu der weiterhin die sieben, bis zu 15 km entfernt gelegenen Dörfer Jurjewka, Malaja Andrejewka, Malowka, Nowoje Tomyschewo, Rokotuschka, Surulowka und Sykowo gehören.

## Geschichte
Der Ort wurde im 17. Jahrhundert gegründet und hieß zunächst Solowzowo nach dem Besitzer des Dorfes. Nach der Eröffnung der am Ort vorbeigeführten Bahnstrecke Rjaschsk – Sysran 1874 und der Entstehung einer Siedlung bei der Bahnstation wurde diese 1875 in Nowospasskoje  umbenannt (von russisch nowo- für ‚neu-‘ und Spas für ‚Erlöser‘).
In den 1960er-Jahren wurden in dem Gebiet Erdölvorkommen entdeckt, und 1966 erhielt Nowospasskoje den Status einer Siedlung städtischen Typs.

### Bevölkerungsentwicklung
| Jahr | Einwohner |
| ---- | --------- |
| 1939 | 3.764     |
| 1959 | 4.697     |
| 1970 | 6.250     |
| 1979 | 8.392     |
| 1989 | 9.915     |
| 2002 | 11.038    |
| 2010 | 11.075    |

Anmerkung: Volkszählungsdaten

## Wirtschaft und Infrastruktur
Neben der Erdöl- und Erdgasförderung in der Umgebung gibt es in Nowospasskoje Betriebe der Baumaterialien- und Landwirtschaft sowie der Verarbeitung landwirtschaftlicher Produkte.
Durch Nowospasskoje verläuft die zweigleisige, elektrifizierte Eisenbahnstrecke Moskau – Rjaschsk – Samara (Streckenkilometer 913). Am nördlichen Ortsrand führt die Fernstraße M5 von Moskau über Samara und Ufa nach Tscheljabinsk vorbei. Dort verläuft auf diesem Abschnitt parallel zur Straße auch die Erdölleitung Freundschaft (Druschba).